# Río James (Virginia)
El río James (del inglés: James River) es un importante río costero de la vertiente atlántica de los Estados Unidos que discurre íntegramente por el estado de Virginia. El río James nace en las montañas Allegheny de la confluencia de los ríos Cowpasture y Jackson y discurre generalmente hacia el este hasta desembocar en la bahía de Chesapeake, en Hampton Roads.
El río tiene una longitud de 560 km, que se extiende hasta 715 km si se considera el río Jackson, el más largo de sus dos fuentes y drena una cuenca de 27 020 km², con aproximadamente el 4% de aguas abiertas y con una población de 2,5 millones de personas (2000). Es el 12º río más largo de Estados Unidos que discurre íntegramente en un único estado.
Su nombre se debe al rey James I, que gobernaba en Inglaterra cuando fue descubierto en 1607. La ciudad de Jamestown también fue nombrada en su honor cuando se fundó ese mismo año. Anteriormente, los habitantes locales lo llamaban el río Powhatan.

## Curso

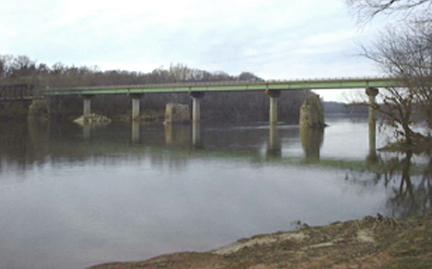
El río James, cerca de Cartersville

El río James se forma en los montes Apalaches, cerca de Iron Gate, en la frontera entre los condados de Alleghany y Botetourt, desde la confluencia de los ríos Cowpasture (135,8 km) y Jackson (155,1 km), y desemboca en la bahía de Chesapeake en Hampton Roads. Las aguas de las mareas remontan el río hasta al Richmond, la capital de Virginia, en la línea de caída del río (la cabecera de la navegación). Largos afluentes drenan la parte mareal, como los ríos Appomattox (253 km), Chickahominy (140 km), Warwick (23,2 km), Pagan (20,1 km) y Nansemond (31,9 km).
En su boca cerca de la punta Newport News, los ríos Elizabeth (10 km) y Nansemond se unen al río James para formar la zona del puerto conocido como Hampton Roads. Entre la punta de la península de Virginia, cerca de Old Point Comfort y el área del espigón Willoughby (Willoughby Spit) de Norfolk en South Hampton Roads, un canal conduce desde Hampton Roads a la parte sur de la bahía de Chesapeake y sale al océano Atlántico unos pocos kilómetros más al este. Muchos barcos pasan a través de este río para importar y exportar los productos de Virginia.

## Historia

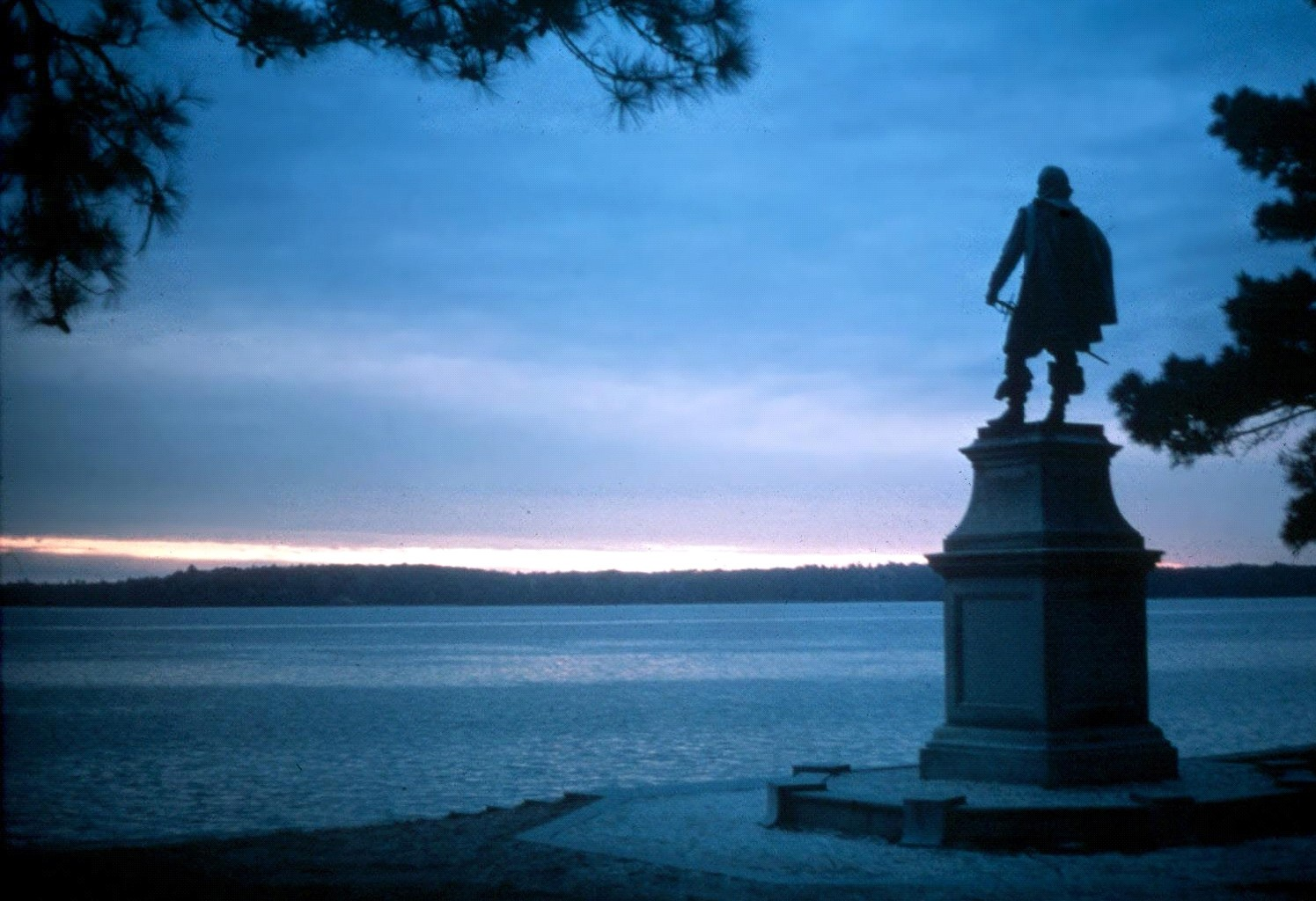
Estatua del capitán inglés John Smith en la histórica Jamestowne, con vistas al río.

Los nativos americanos que poblaron la zona este de la línea de caída a finales de los siglos XVI y principios del XVII llamaban al río Powhatan, por el jefe de la Confederación Powhatan que se extendía sobre la mayor parte de la región Tidewater de Virginia. Los colonos ingleses lo llamaron «James» en honor al rey James I de Inglaterra, y también construyeron en 1607 en sus riberas el primer asentamiento permanente inglés en las Américas, Jamestown, a unos 56 km aguas arriba de la bahía de Chesapeake.
La sección navegable del río fue la principal arteria de comunicaciones de la Colonia de Virginia durante sus primeros 15 años de vida, facilitando que los barcos de suministro pudieran entregar los aprovisionamientos y llevaran nuevos colonos procedentes de Inglaterra. Sin embargo, durante los primeros cinco años, y a pesar de las muchas esperanzas de oro y riquezas, esas naves volvían con poco valor monetario para sus patrocinadores. En 1612, un colono, John Rolfe, cultivó con éxito una cepa no nativa de tabaco que resultó ser popular en Inglaterra. Pronto, el río se convirtió en el principal medio de exportación de los grandes toneles de ese cultivo comercial de un número cada vez mayor de plantaciones con muelles a lo largo de sus orillas. Este desarrollo hizo que los esfuerzos de los propietarios de la Compañía de Virginia de Londres finalmente fueran un éxito financiero, estimulando aún más el desarrollo, las inversiones y la inmigración. Aguas abajo de las cataratas en Richmond, muchas plantaciones del río James llegaron a tener sus propios embarcaderos y más puertos y tempranas terminales ferroviarias se construyeron en Warwick, Bermuda Hundred, City Point, Claremont, Scotland y Smithfield, y, durante el siglo XVII, la capital de la colonia de Jamestown.
La navegación por el río James jugó un papel importante en el temprano comercio de Virginia y en el establecimiento de nuevos asentamientos en el interior, aunque el crecimiento de la colonia fue principalmente en la región de Tidewater durante los primeros 75 años. Los tramos superiores del río, por encima de la cabeza de la navegación en la línea de caída, fueron explorados por las partidas peleteras enviadas por Abraham Wood a finales del siglo XVII.
Aunque los buques oceánicos fueron incapaces de navegar más allá de la actual Richmond, si fue factible el porteo de los productos y la navegación con embarcaciones más pequeñas para transportar productos distintos del tabaco. Los productos de las regiones del Piedmont y del Great Valley viajaron aguas abajo por el río hasta los puertos marítimos en Richmond y Manchester y a través de ciudades portuarias como Lynchburg, Scottsville, Columbia y Buchanan.

### Canal de los ríos James y Kanawha

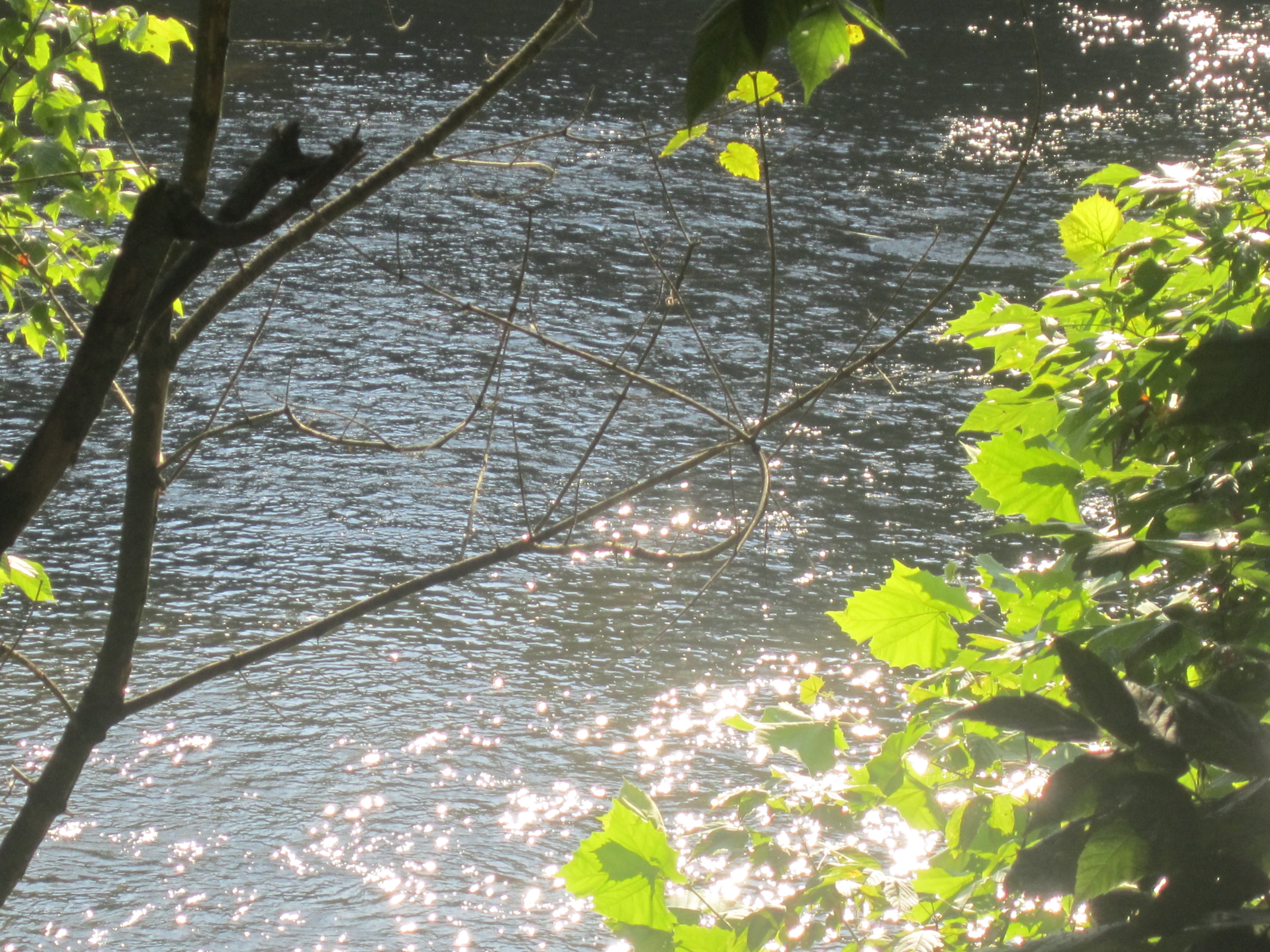
El James, oculto por los árboles, en la isla Percival en el paseo fluvial de Lynchburg

El río James fue considerado como una ruta para el transporte de los productos desde el valle de Ohio. El canal de los ríos James y Kanawha (James River and Kanawha Canal) fue construido para este fin, para proporcionar una parte navegable del río Kanawha, un afluente del río Ohio. Para la sección más montañosa entre los dos puntos, se construyó el Peaje de los ríos James y Kanawha (James River and Kanawha Turnpike) para proporcionar un enlace a través de porteo mediante carretas y diligencias. Sin embargo, antes de que el canal pudiera estar totalmente finalizado, a mediados del siglo XIX, surgió el ferrocarril como una tecnología más práctica que eclipsó a los canales como medio de transporte económico. El ferrocarril Chesapeake y Ohio (Chesapeake and Ohio Railway, C&O) se completó en 1873 entre Richmond y la nueva ciudad de Huntington, Virginia Occidental, en el valle del río Ohio, condenando definitivamente las perspectivas económicas del canal. En la década de 1880, fue tendido el ferrocarril Richmond y Alleghany (Richmond and Alleghany Railroad) a lo largo de la parte oriental del camino de sirga del canal, que se convirtió en parte del C&O en 10 años. Actualmente, esta línea de ferrocarril sirve como una ruta a nivel de agua de la CSX Transportation (una compañía ferroviaria), que se utiliza principalmente para el transporte del carbón de Virginia Occidental para exportarlo desde los muelles de carbón de Newport News.

## Usos recreativos

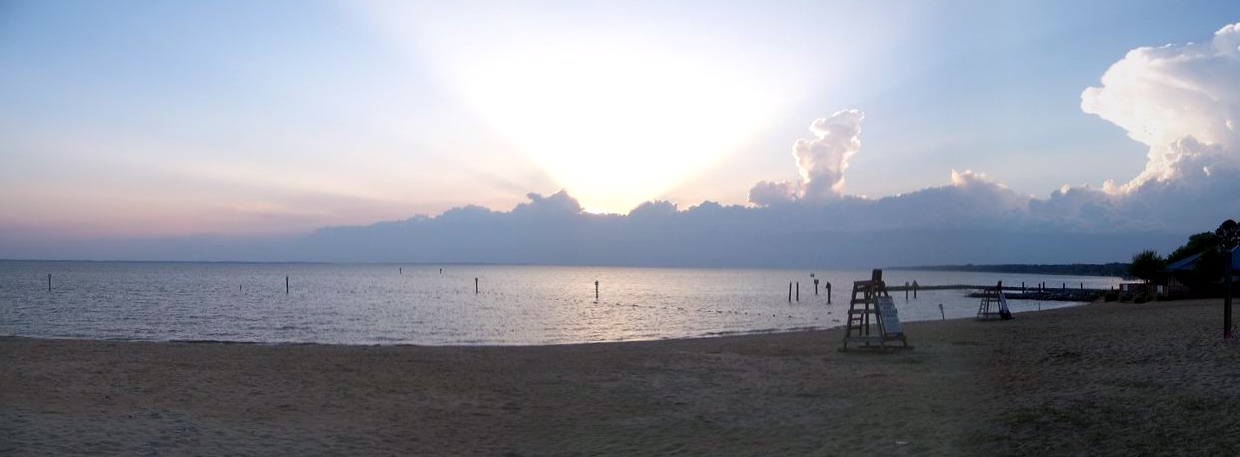
El río James en Huntington Park Beach en Newport News

El río James tiene numerosos parques y otras atracciones recreativas. El canotaje, la pesca, el kayak, el senderismo y la natación son algunas de las actividades de que disfruta la gente a lo largo del río durante el verano. Desde el principio del río en las montañas Blue Ridge hasta Richmond, hay numerosas zonas de rápidos y remansos que permiten la práctica de la pesca y el balsismo. El tramo de aguas bravas más intenso es un segmento de 3,0 km, que termina en el centro de Richmond, donde el río pasa por la línea de caída. Este es el único lugar del país donde hay condiciones de aguas bravas extensas de clase III (clase IV con niveles por encima de la media) a la vista de los rascacielos. Los parques fluviales urbanos ofrecen una gran oportunidad de recreación/aventura al aire libre para los habitantes de Richmond y las comunidades circundantes. Por debajo de la línea de caída al este de Richmond, el río es más adecuado para el esquí acuático y grandes barcos de recreo. Aquí el río es conocido por su bagre azul, alcanzando tamaños promedio de 9,1−13,6 kg, con capturas frecuentes con más de 23 kg. En la cuenca de Chesapeake, el río James es el último reducto confirmado del casi extinguido esturión del Atlántico. En mayo de 2007 una encuesta identificó que quedaban en todo el río solamente 175 esturiones, con 15 especímenes superiores a 1,5 m.

## Flota de la Reserva río James

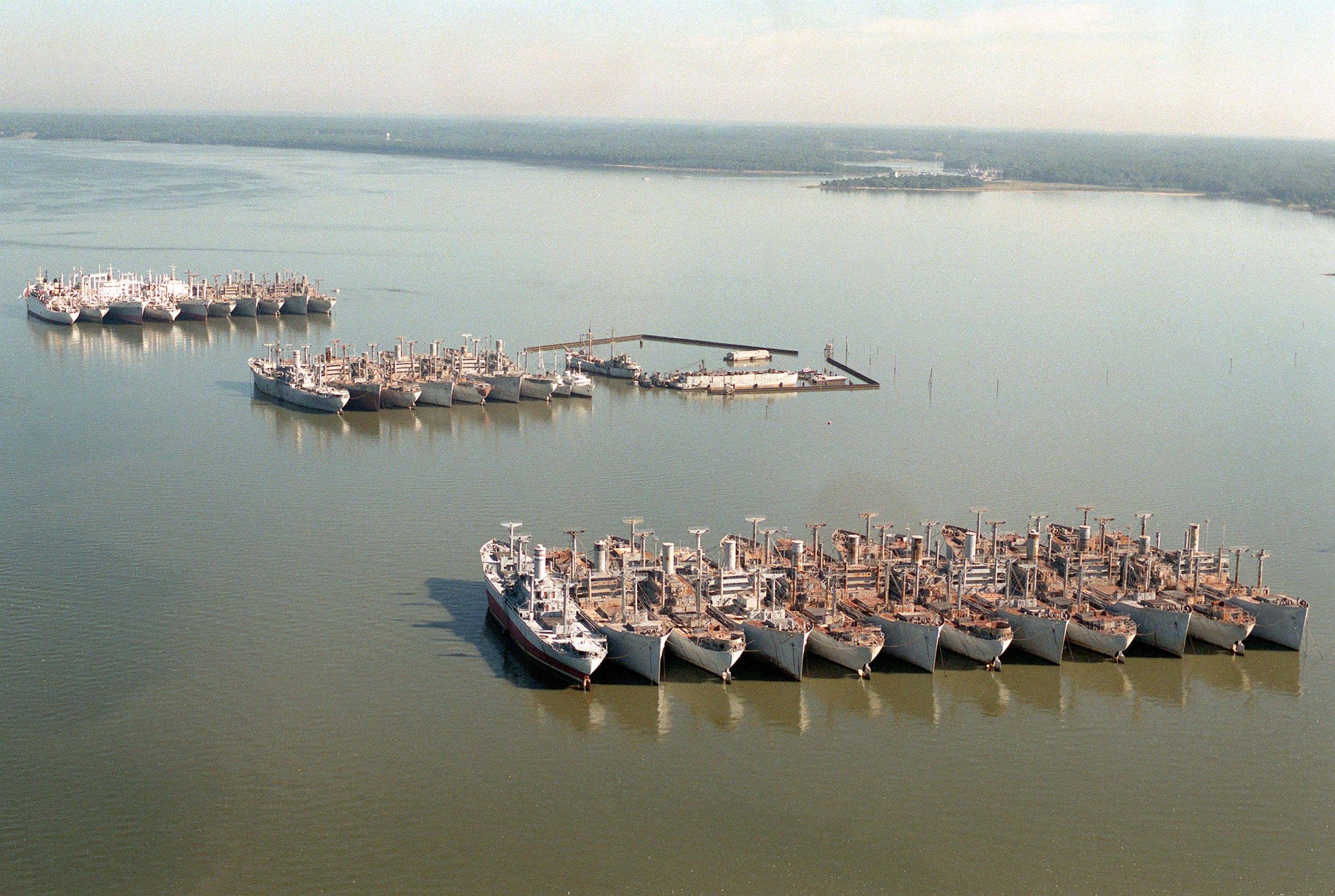
Parte de la Flota Río James

El río James es el lugar de anclaje (37°07′13″N 76°38′47″O / 37.120393, -76.646469) de una gran parte de la Flota de reserva de la Defensa Nacional (National Defense Reserve Fleet), llamada "James River Fleet" o "Ghost Fleet", que consiste en barcos inactivos, en su mayoría buques mercantes, que pueden activarse entre 20 a 120 días para proporcionar fletes durante las emergencias nacionales, ya sean militares o no militares, como las crisis de navegación comercial.
La flota es gestionada por la Administración Marítima de los Estados Unidos (Maritime Administration, MARAD) del Departamento de Transporte de los Estados Unidos. Es una entidad diferente de las Flotas de reserva de la Armada de los Estados Unidos, que consisten en gran parte de los buques de guerra.

## Puentes

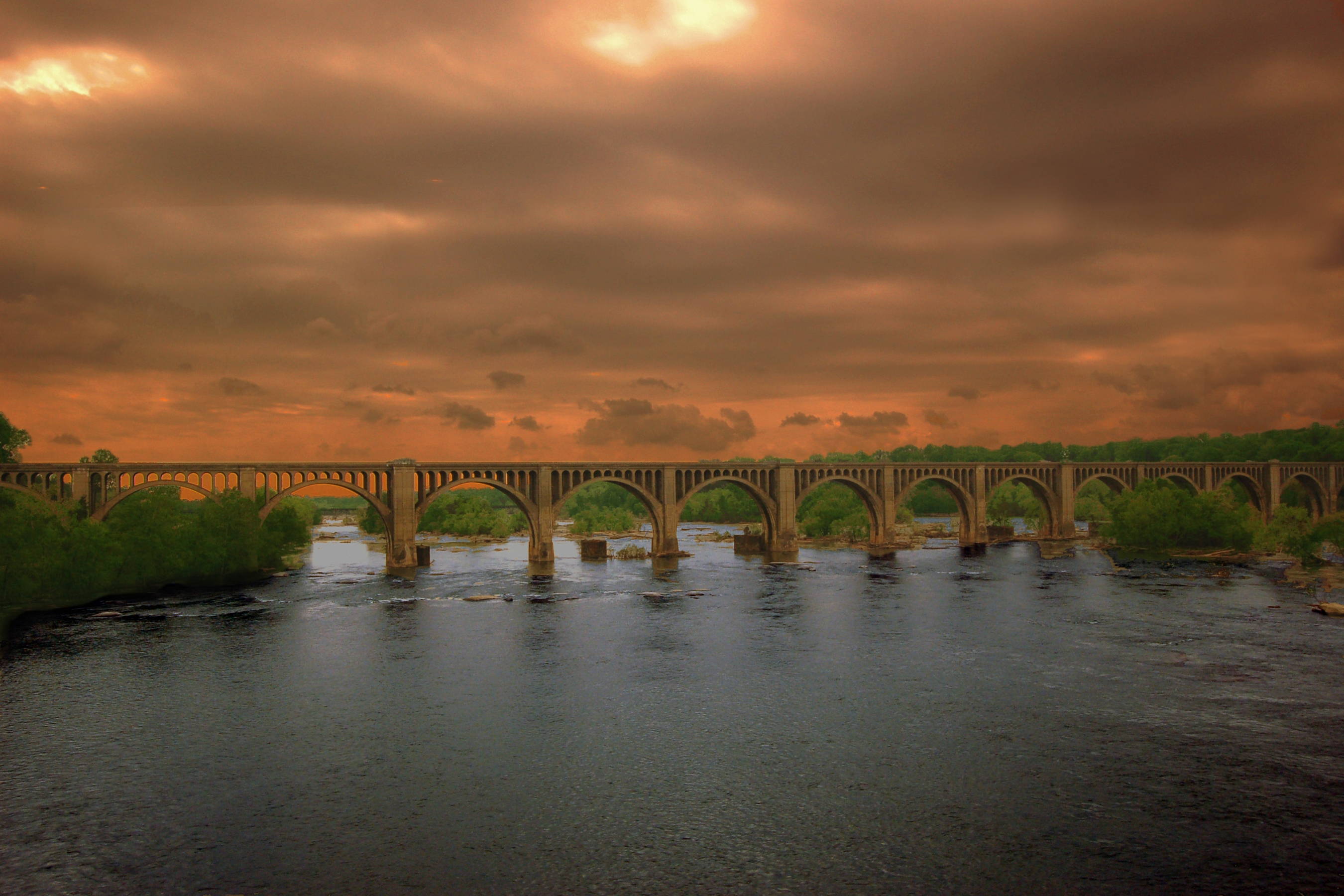
ACL Railroad cruce en las cataratas en Richmond.

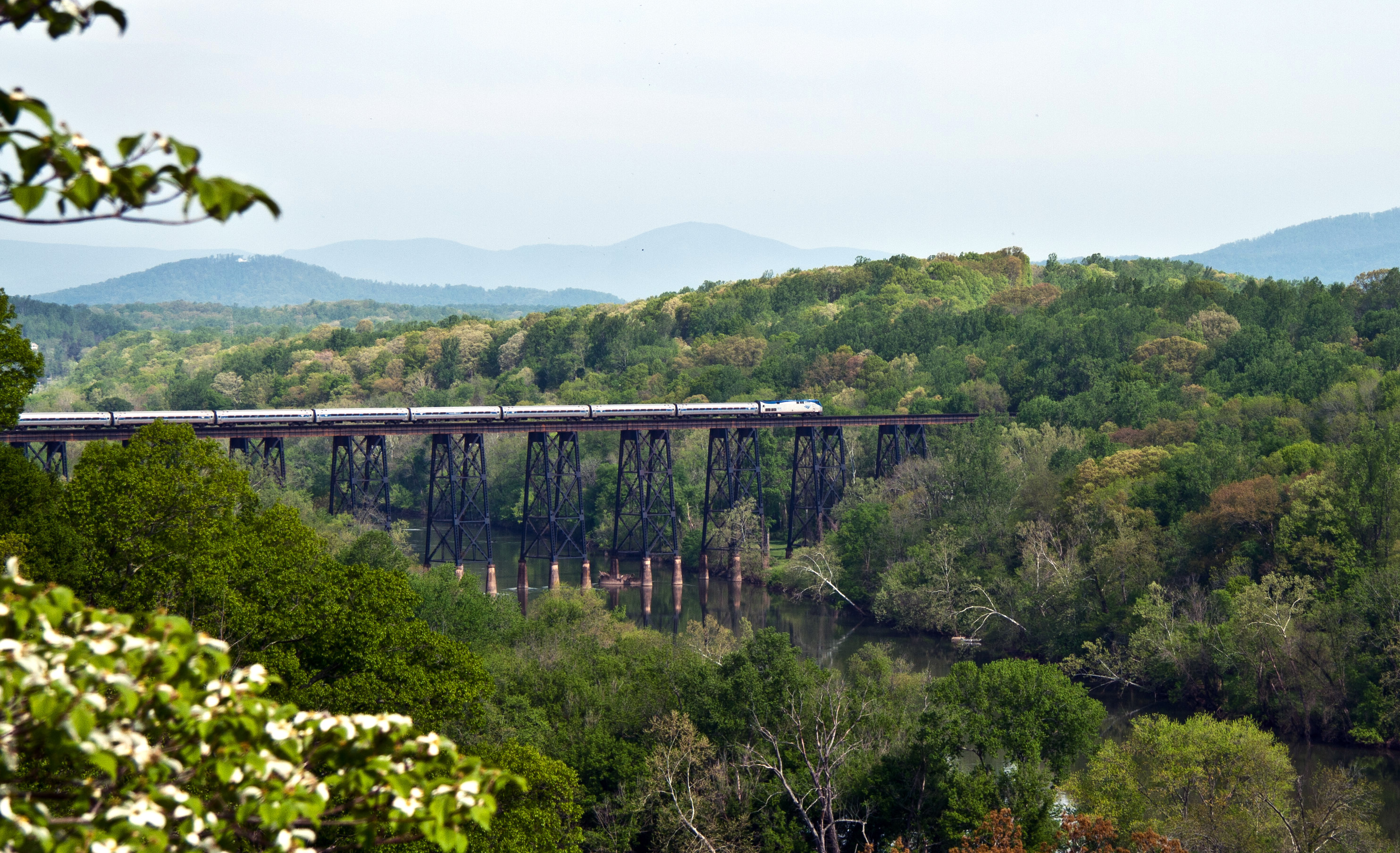
Amtrak's Northeast Regional cruce cerca de Lynchburg.

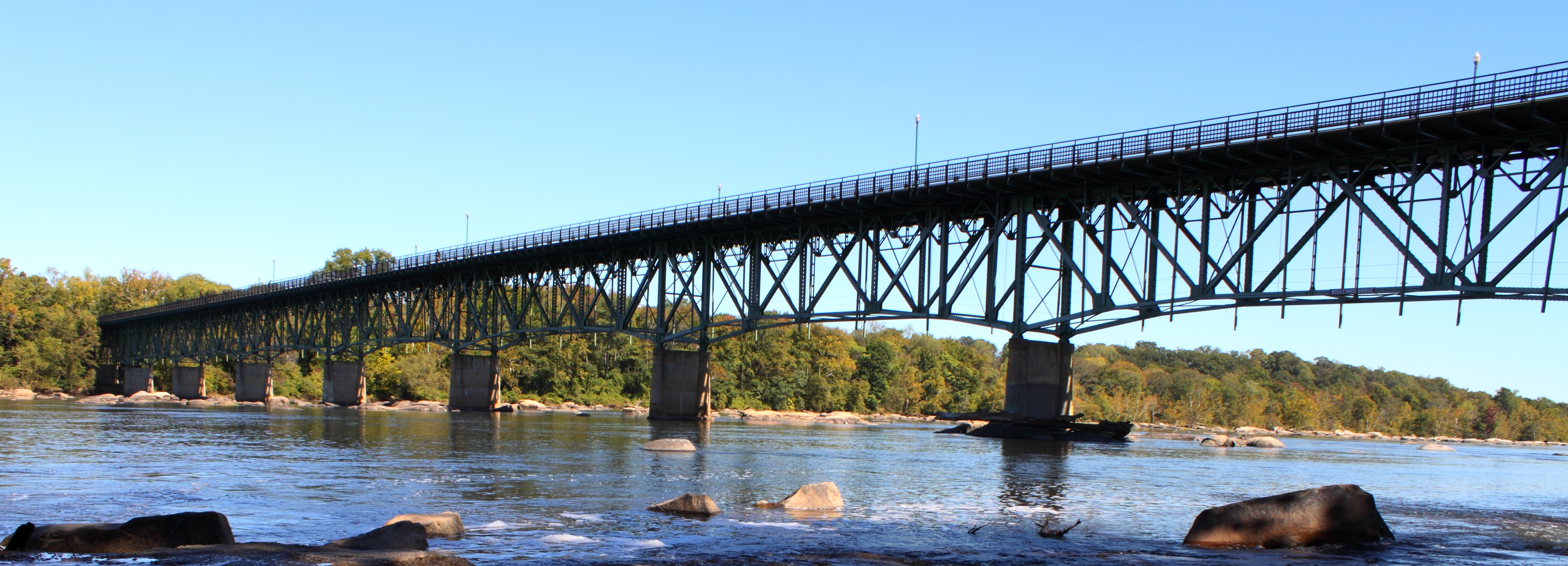
Boulevard Bridge en Richmond